# Edward Miś
Edward Miś (ur. 19 grudnia 1947 w Suchej Beskidzkiej) – polski lekkoatleta, wieloboista, medalista mistrzostw Polski, reprezentant Polski.

## Kariera sportowa
Był zawodnikiem Cracovii i Wawelu Kraków.
Na mistrzostwach Polski seniorów na otwartym stadionie zdobył jeden medal: brązowy w dziesięcioboju w 1974. W halowych mistrzostwach Polski seniorów wywalczył dwa medale: srebrny w siedmioboju w 1975 i brązowy w sześcioboju w 1974.

Reprezentował Polskę w zawodach Pucharze Europy w wielobojach. W 1975 był 17. w półfinale, z wynikiem 7043, a w finale - 18., z wynikiem 7314.
Jego wnuczką jest lekkoatletka Gaja Wota
Rekord życiowy w dziesięcioboju: 7481 (17.06.1975), według tabel obowiązujących od 1985.